# Karol Klauza
Karol Wojciech Klauza (ur. 2 listopada 1947 w Szczecinie) – polski teolog, dr hab. nauk teologicznych, profesor zwyczajny Instytutu Dziennikarstwa i Komunikacji Społecznej Wydziału Nauk Społecznych Katolickiego Uniwersytetu Lubelskiego Jana Pawła II.

## Życiorys
W 1977 ukończył studia na KUL. 26 maja 1981 obronił pracę doktorską Soteriologia latynoamerykańskiej teologii wyzwolenia, 16 stycznia 2001 habilitował się na podstawie pracy zatytułowanej Teologiczna hermeneutyka ikony. 11 lutego 2009 nadano mu tytuł profesora w zakresie nauk teologicznych. Był zatrudniony na stanowisku profesora zwyczajnego w Instytucie Dziennikarstwa i Komunikacji Społecznej na Wydziale Nauk Społecznych Katolickiego Uniwersytetu Lubelskiego Jana Pawła II.
Pracował w Wyższej Szkole Służby Społecznej im. ks. Franciszka Blachnickiego w Suwałkach oraz był dyrektorem Instytutu Dziennikarstwa i Komunikacji Społecznej Wydziału Nauk Społecznych Katolickiego Uniwersytetu Lubelskiego Jana Pawła II i dyrektorem (p.o.) w Instytucie Teologii Dogmatycznej na Wydziale Teologii Katolickiego Uniwersytetu Lubelskiego Jana Pawła II.